# Aeroportul Municipal Jackson
Aeroportul Municipal Jackson (IATA: MJQ, ICAO: KMJQ, FAA LID: MJQ) este un aeroport din Jackson⁠(d), Comitatul Jackson, Minnesota, Minnesota, Statele Unite ale Americii ce deservește zona Jackson⁠(d). Aeroportul a fost tranzitat în  de 19.000 de pasageri. A fost numit după zona deservită.
Situat la o altitudine de 441 m, aeroportul dispune de 2 piste.

## Infrastructură

### Piste
Aeroportul dispune de 2 piste. Pista 04/22 are suprafața de Iarbă și dimensiunile 2.303 picioare × 300 picioare. Pista 13/31 are suprafața de asfalt și dimensiunile 3.591 picioare × 75 picioare. 